# Sabataj Bass
Sabataj (Szapse) Bass (ur. 1641 w Kaliszu, zm. 1718 w Brzegu Dolnym) – żydowski filozof, bibliograf, lingwista, rabin, zwany ojcem żydowskiej bibliografii.

## Życiorys
Urodził się w Kaliszu w rodzinie żydowskiej. W 1655 roku opuścił swoje rodzinne miasto i dotarł do czeskiej Pragi, gdzie został przyjęty do chóru starej synagogi. Tutaj uczył się pod kierunkiem swojego brata Jakuba przedmiotów judaistycznych i języków obcych. Wydał wtedy dzieło Mosze Szertela pt. Beejr Mosze (z hebr. Studnia Moszego), do którego napisał własny wstęp z wyjaśnieniem gramatyki hebrajskiej. W latach 1674–1679 zwiedził wszystkie ważniejsze żydowskie centra kulturalne w Polsce, Niemczech i Holandii. Po podróży osiedlił się w Amsterdamie. Korzystając z biblioteki Mosze de Oglara, skorygował TaNaCh, przetłumaczony na jidysz przez Josefa Jehalon Wicenhauzena. W 1680 roku zakończył swoje główne dzieło pt. Siftej Jeszanin (z hebr. Stare słowo). W związku z wymienieniem 2400 dzieł w swojej pracy, został uznany za ojca żydowskiej bibliografii. W 1688 roku założył w Dyhernfurth (obecnie Brzeg Dolny) księgarnię i następnie drukarnię. Wydał w niej m.in. znane dzieło Abrahama Gombinera Magen Awraham. Zmarł w Dyhernfurth, a pochowany został prawdopodobnie w Krotoszynie.